# Кобец, Семён Павлович
Семён Павлович Кобец (1922—1973) — старший лейтенант Рабоче-крестьянской Красной Армии, участник Великой Отечественной войны, Герой Советского Союза (1945).

## Биография
Семён Кобец родился 15 февраля 1922 года в селе Викторовка (ныне — Маньковский район Черкасской области Украины). После окончания средней школы он работал лаборантом в пункте зернозаготовки, затем, окончив курсы водителей, шофёром Маньковского автоотряда. В Красной Армии с 1941 года. Участник Великой Отечественной войны с 1941 года. Начал службу телефонистом в артиллерийском дивизионе, затем стрелком. В 1943 году окончил курсы младших лейтенантов. Принимал участие в боях на Ленинградском и 1-м Прибалтийском фронтах, четыре раза был ранен. В 1943 году Кобец окончил курсы младших лейтенантов. К июлю 1944 года лейтенант Семён Кобец командовал взводом 588-го стрелкового полка 142-й стрелковой дивизии 23-й армии Ленинградского фронта. Отличился во время боёв на реке Вуокса.
9 июля 1944 года Кобец во главе разведотряда переправился через Вуоксу и провёл разведку обороны противника, доставив важные сведения командованию полка. Во время боёв за плацдарм взвод Кобеца, закрепившись на позициях, в течение десяти часов удерживал их, отбив 22 вражеские контратаки. Во время одной из контратак взвод Кобца спас от неминуемой гибели командира и штаб полка, не дав противнику прорваться к командному пункту, уничтожив около 50 вражеских солдат и офицеров.
Указом Президиума Верховного Совета СССР от 24 марта 1945 года за «образцовое выполнение заданий командования и проявленные при этом мужество и героизм» лейтенант Семён Кобец был удостоен высокого звания Героя Советского Союза с вручением ордена Ленина и медали «Золотая Звезда» за номером 7699.
После окончания войны в звании старшего лейтенанта Кобец был уволен в запас. Вернулся в родное село, где работал председателем сельсовета, бригадиром в колхозе. Скончался 24 ноября 1973 года.

## Награды
Был также награждён орденами Отечественной войны 2-й степени и Красной Звезды, рядом медалей.

## Память
В честь Кобца названа средняя школа.